# WHL Playoff MVP
A WHL Playoff MVP egy díj az észak-amerikai Western Hockey League junior jégkorongligában. A díjat a rájátszás legértékesebb játékosának ítélik oda. Az alapítás óta mindig más neve volt a szponzorok miatt. Jelenleg AirBC-trófea a neve.

## A díjazottak
| Év   | Játékos           | Csapat                |
| ---- | ----------------- | --------------------- |
| 2015 | Leon Draisaitl    | Kelowna Rockets       |
| 2014 | Griffin Reinhart  | Edmonton Oil Kings    |
| 2013 | Ty Rattie         | Portland Winterhawks  |
| 2012 | Laurent Brossoit  | Edmonton Oil Kings    |
| 2011 | Nathan Lieuwen    | Kootenay Ice          |
| 2010 | Martin Jones      | Calgary Hitmen        |
| 2009 | Tyler Myers       | Kelowna Rockets       |
| 2008 | Tyler Johnson     | Spokane Chiefs        |
| 2007 | Matt Keetley      | Medicine Hat Tigers   |
| 2006 | Gilbert Brule     | Vancouver Giants      |
| 2005 | Shea Weber        | Kelowna Rockets       |
| 2004 | Kevin Nastiuk     | Medicine Hat Tigers   |
| 2003 | Jesse Schultz     | Kelowna Rockets       |
| 2002 | Duncan Milroy     | Kootenay Ice          |
| 2001 | Shane Bendera     | Red Deer Rebels       |
| 2000 | Dan Blackburn     | Kootenay Ice          |
| 1999 | Brad Moran        | Calgary Hitmen        |
| 1998 | Brent Belecki     | Portland Winter Hawks |
| 1997 | Blaine Russell    | Lethbridge Hurricanes |
| 1996 | Bobby Brown       | Brandon Wheat Kings   |
| 1995 | Nolan Baumgartner | Kamloops Blazers      |
| 1994 | Steve Passmore    | Kamloops Blazers      |
| 1993 | Andrew Schneider  | Swift Current Broncos |
| 1992 | Jarrett Deuling   | Kamloops Blazers      |